# Eudorylas lentiger
Eudorylas lentiger är en tvåvingeart som först beskrevs av Kertesz 1915.  Eudorylas lentiger ingår i släktet Eudorylas och familjen ögonflugor. Inga underarter finns listade i Catalogue of Life.